# مورتون د. ماي
مورتون د. ماي (بالإنجليزية: Morton D. May) هو مصور أمريكي، ولد في 25 مارس 1914، وتوفي في 13 أبريل 1983.